# Друїґ
Друїґ (англ. Druig) — вигаданий персонаж з коміксів американського видавництва Marvel Comics. Він вперше з'явився у випуску Вічних #11 (травень 1977), і був створений Джеком Кірбі. Він є членом Вічних, раси надлюдей у Всесвіті Marvel.
Баррі Кіоґан зображує Друїґа в Кіновсесвіті Marvel, дебютувавши у фільмі «Вічні» (2021).

## Історія публікації
Друїґ вперше з'явився у The Eternals #11 (травень 1977), і був створений Джеком Кірбі.
Згодом персонаж з'являється у The Eternals № 17-19 (листопад 1977 — січень 1978) і Thor Annual № 7 (1978). Після зникнення на деякий час персонаж повертається у Captain Marvel № 5 (квітень 1996 року), а пізніше знову з'являється в міні-серіалі «Вічні», написаному Нілом Ґейманом, у «Вічних» том. 3 № 3-4 (лист. — жовтень 2006) та № 6-7 (січ. — березень 2007 р.).
Друїґ отримав запис у абсолютно новому офіційному довіднику всесвіту Marvel від A до Z: оновлення № 4 (2007).

## Біографія вигаданого персонажа
Друїґ — син Валкіна і двоюрідний брат Ікаріса.
У наш час Друїґ служив агентом КДБ в Росії і виявив, що йому подобалося катувати людей. Коли Зіран Випробувач пройшов через Полярію, Друїґ планував вбити його за допомогою «Зброї», про яку він дізнався, катувавши свого двоюрідного брата Ікаріса, але Ікаріс розпався Друїґа, перш ніж він встиг вистрілити зі Зброї.
Потім його тіло було знайдено Целестіалами і поміщено на вічне утримання в Прибудові осквернення.

### Вічні(2006)
Набагато пізніше Друїґ тепер є віцепрем'єр-міністром Ворожейки (вигаданої країни на північний схід від Чечні, раніше входила до складу СРСР) і зараз використовує ім'я Іван Друїґ. Друїґ наймає Серсі організувати вечірку в посольстві Ворожейки, просячи її запросити багатих гостей і видатних учених. Потім він влаштовує озброєних людей штурмом партії, викрадаючи вчених і створюючи ситуацію з заручниками, але його війська зрадили його, і він швидко втратив контроль над ситуацією.
У цей момент, як і Марк Каррі, здібності Друїґа незрозуміло «включаються». На відміну від Марка Каррі, він одразу отримує деякий контроль над своїми силами. Він проявив обмежену форму телепатії, що дозволило йому побачити найбільш травматичні спогади людини, а потім знерухомити її, змусивши знову зіткнутися з цим спогадом. Однак, схоже, він не може прочитати інші спогади з розуму цілі. Друїґ також, здається, здатний приховати свою присутність, впливаючи на уми інших, щоб вони його не бачили — поки що межі цієї здібності неясні.
Повернувшись до Ворожейки, Друїґ тоді захоплює контроль над армійським підрозділом, а потім швидко збирає всіх голів уряду. Потім він змушує всіх людей, причетних до зради в посольстві, тягнути перед собою та керівниками урядів, і дає керівникам вибір. Вони або вбивають зрадника, або вбивають себе. Після того, як один голова уряду намагається вбити Друїґа, а потім змушений вбити себе, всі інші голови повертаються до зрадників.
Потім він вирушає, щоб знайти інших Вічних і допомогти їм запобігти Землю зруйнувати Сновидіння. В кінці серіалу він залишається абсолютним правителем Ворожейки. Хоча він насправді зневажає людей Ворожейки, вважаючи їх усіх під собою, він із задоволенням використовує своє становище, щоб посилати людей у свої спецслужби, щоб знайти інших «непробуджених» Вічних перед Теною та Ікарісом, щоб сформувати їхній розум у своїх ослаблена держава, щоб слідувати за ним і використовувати свої об'єднані сили, щоб стати лідером Вічних.

## Сили та здібності
Друїґ володіє звичайними здібностями Вічного; він може маніпулювати всіма формами матерії та енергії, включаючи атоми власного тіла. Він може телепортуватися, маніпулювати гравітонами, щоб літати, керувати розумом інших і проєктувати енергію зі свого тіла, як правило, з рук або очей.

## В інших медіа

### Фільм
- Друїґ з'являється в Кіновсесвіті Marvel фільм Вічні, його зображував Баррі Кіоґан.[4] Ця версія є більш героїчною, ніж його варіант з коміксів, він має стосунки з Маккарі. Він думав використовувати свої сили, щоб контролювати світ, але зрозумів, що це зробило б людство менш вільним; замість цього вирішив контролювати невелику громаду.

### Телебачення
- Друїґ з'являється в Marvel Knights: Eternals, озвучений Алексом Захарою.[5]